# Eulygdia tidzinaria
Eulygdia tidzinaria är en fjärilsart som beskrevs av Charles Oberthür. Eulygdia tidzinaria ingår i släktet Eulygdia och familjen mätare. Inga underarter finns listade i Catalogue of Life.